# Luigi Lollino

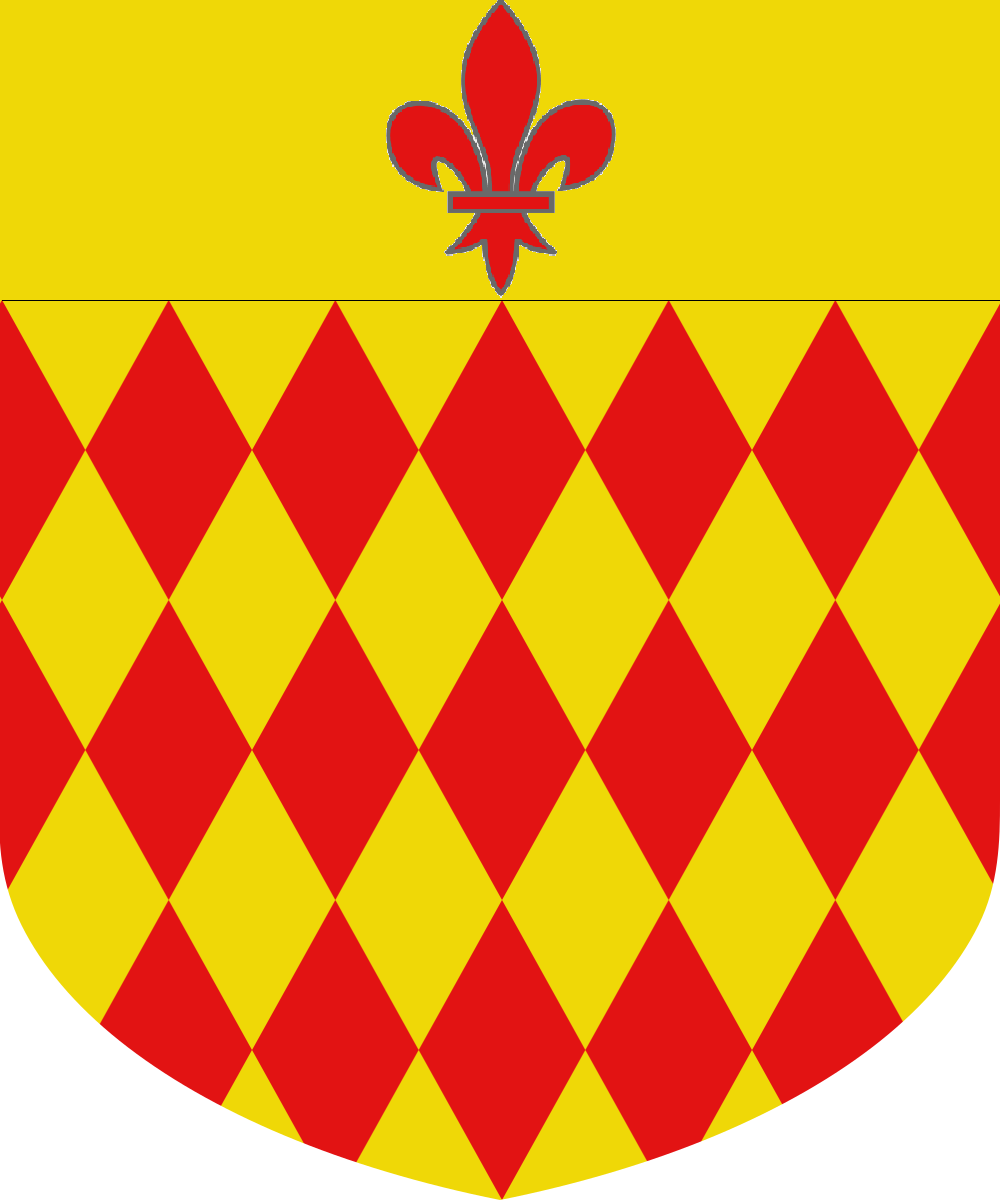
Stemma Lolin

Luigi Lollino (italianizzazione di Alvise Lolin; Candia, inizi del 1552 – Belluno, 28 marzo 1625) è stato un vescovo cattolico e letterato italiano.

## Biografia
Nacque sull'isola di Creta da Paolo di Luigi Lollino e da Franceschina Muazzo; entrambi i genitori erano membri del patriziato veneziano ma le loro famiglie vivevano da generazioni nella colonia di Candia. Incerta la data di nascita: gli studi più attuali tendono a dar credito ai biografi più antichi, che la fissavano tra il gennaio e il febbraio 1552 (Lucio Doglioni parla del 14 febbraio), confutando la più recente tesi di Luigi Alpago Novello che la posticipava al 1557.
Il Lollino trascorse sull'isola i primi vent'anni della sua vita. Fu il padre a destargli l'interesse per la letteratura classica, prima greca e poi latina, trascurando d'altra parte lo studio della lingua italiana, e fu in contatto con intellettuali greci quali Melezio Pigas e, forse, Margunios. Ebbe inoltre la possibilità di viaggiare attraverso l'arcipelago greco e visitò le Cicladi, Zacinto, Cefalonia, Itaca, ma anche l'Illiria e la Dalmazia.
Fu durante la quarta guerra turco-veneziana (non è chiaro se dopo la caduta di Cipro, nel 1571, o l'anno precedente) che i Lollino decisero di ritornare a Venezia e, vendute le proprietà candiote, si stabilirono dapprima a Ca' Venier e poi in un nuovo palazzo sul Canal Grande, nel circondario di San Vidal. Qui Luigi poté dedicarsi totalmente agli studi e nel 1576 fu pubblicata la sua prima opera poetica, l'egloga Laurus in morte di Lorenzo Giustinian.
Il 29 luglio 1596 fu nominato vescovo di Belluno, ricevendo la consacrazione episcopale il 18 agosto successivo per l'imposizione delle mani di papa Clemente VIII.
Fine umanista, continuò a dedicarsi agli amati studi letterari pur rimanendo sempre fedele al suo ministero.
Morì a Belluno il 28 marzo 1625.

## Genealogia episcopale
La genealogia episcopale è:
- Cardinale Guillaume d'Estouteville
- Papa Sisto IV
- Papa Giulio II
- Cardinale Raffaele Sansone Riario della Rovere
- Papa Leone X
- Papa Paolo III
- Cardinale Francesco Pisani
- Cardinale Alfonso Gesualdo di Conza
- Papa Clemente VIII
- Vescovo Luigi Lollino